# Cantón de Plogastel-Saint-Germain
El cantón de Plogastel-Saint-Germain era una división administrativa francesa, que estaba situada en el departamento de Finisterre y la región de Bretaña.

## Composición
El cantón estaba formado por once comunas:
- Gourlizon
- Guiler-sur-Goyen
- Landudec
- Peumerit
- Plogastel-Saint-Germain
- Plonéis
- Plonéour-Lanvern
- Plovan
- Plozévet
- Pouldreuzic
- Tréogat

## Supresión del cantón de Plogastel-Saint-Germain
En aplicación del Decreto n.º 2014-151 de 13 de febrero de 2014, el cantón de Plogastel-Saint-Germain fue suprimido el 22 de marzo de 2015 y sus 11 comunas pasaron a formar parte; diez del nuevo cantón de Plonéour-Lanvern y una del nuevo cantón de Quimper-1.